# Clinton (Macomb County, Michigan)
Clinton Township is een plaats (township]) in de Amerikaanse staat Michigan, en valt bestuurlijk gezien onder Macomb County. De township is genoemd naar de Clinton River.

## Demografie
Bij de volkstelling in 2000 werd het aantal inwoners vastgesteld op 95.648.

## Geografie
Volgens het United States Census Bureau beslaat de plaats een oppervlakte van 73,1 km², waarvan 73,0 km² land en 0,1 km² water.

## Plaatsen in de nabije omgeving
De onderstaande figuur toont nabijgelegen plaatsen in een straal van 12 km rond Clinton.